# Éric Bonneval
Éric Bonneval (Tolosa, 19 novembre 1963) è un ex rugbista a 15 e giornalista francese, da giocatore ala / centro di Tolosa e Racing Club.

## Biografia
Crebbe nel Toulouse olympique employés, prima di entrare nel più ambizioso Tolosa, nel quale, in 9 stagioni, vinse due titoli nazionali (il primo dei quali, nel 1985, giunto dopo un digiuno di 37 anni al vertice del club rossonero) e una Coppa di Francia.
Esordì in nazionale francese nel 1984 durante un tour estivo, contro la Nuova Zelanda, e disputò quattro tornei consecutivi del Cinque Nazioni, dal 1985 al 1988, vincendone tre, due dei quali a pari merito e uno, quello del 1987, in solitaria e con il Grande Slam.
Fu anche tra i convocati alla Coppa del Mondo di rugby 1987, nel quale la Francia giunse fino alla finale, poi persa, contro la Nuova Zelanda.
Dopo un'esperienza parigina al Racing Métro 92 giunse il ritiro dall'attività agonistica; attualmente Bonneval è giornalista sportivo, specializzato sul rugby XV per la trasmissione Les Spécialistes su Sport+, canale satellitare del gruppo Canal+.

## Palmarès
- Campionati francesi: 2
Tolosa: 1984-85, 1985-86
- Coppe di Francia: 1
Tolosa: 1983-84